# Vuelta a Aragón
La Vuelta a Aragón es una carrera ciclista profesional por etapas disputada en la comunidad autónoma de Aragón, España.
Su origen se remonta al año 1939, cuando el diario Amanecer junto al Club Ciclista Iberia, decano del ciclismo en Aragón, fueron los encargados de poner en marcha la carrera aragonesa poco después de finalizar la guerra civil española.
Un total de 34 ciclistas tomaron la salida para disputar la primera Vuelta a Aragón entre el 5 y el 12 de octubre de 1939, la Vuelta constó de siete etapas entre las que se intercaló un día de descanso. 
Hasta 2004 estuvo encuadrada en la categoría 2.2 de la UCI, hasta que en 2005 debido a la reestructuración de categorías debido a la creación de los Circuitos Continentales UCI esta se integró en la categoría 2.1 del UCI Europe Tour.
En 2006, la falta de medios y de patrocinadores hizo que fuera suspendida durante, en principio, un año. En 2007, el apoyo inicial de la Diputación General de Aragón hacía presagiar que la prueba saldría a las carreteras; pero, sin embargo, finalmente no fue así, perdiendo todos los privilegios de que disponía ante la UCI e incluso la fecha reservada para su disputa. Finalmente en 2018 la carrera volvió a disputarse.
En el palmarés de la Vuelta a Aragón figuran ciclistas como Agustín Tamames (1975), Perico Delgado (1983), Lucho Herrera (1992), Fernando Escartín (1995), Melcior Mauri (1996) o Stefano Garzelli (2004) entre otros.

## Recorridos
Durante los últimos años se habían visto recorridos muy interesantes. Desde el año 1998, el Gobierno de Aragón participaba como patrocinador y exigía un recorrido con cierto carácter turístico para que pudiese ser un auténtico escaparate. Fruto de este patrocinio fue que, a pesar de mantener algunas llegadas y puertos míticos, se descubrieron otras zonas (especialmente el Maestrazgo) y se consiguiera llevar la Vuelta a prácticamente todos los rincones de Aragón.
Los tres últimos recorridos fueron:
- Año 2003: debido a la coincidencia de fechas con Semana Santa, era inviable recorrer las tierras turolenses[3] y la etapa "pirenaica" (subida a Cerler) debía ser el primer día (miércoles santo). Dos días por tierras oscenses (salida desde Huesca, llegada a Cerler y al día siguiente a Sabiñánigo a través del puerto del Serrablo) para continuar por el sistema ibérico (comarcas de Aranda, Campo de Borja, Valdejalón, Ribera Alta del Ebro...) y la tradicional llegada a Zaragoza.[4]
- Año 2004: una salida desde Teruel para llegar el primer día a Valdelinares. Continuando por recorrer Aragón entero (de Calanda a Barbastro en una misma etapa), algo de montaña por Sabiñánigo y acabar por la hoya de Huesca y finalizar en Zaragoza.[5][6]
- Año 2005: empezó por un trazado rompepiernas de Alcalá de la Selva a Valderrobres y continuó con una larga etapa de Alcañiz a Sabiñánigo a través de los Monegros.[7] Se estaba decidido a llevar la carrera aragonesa a los últimos rincones de Aragón. De esta carrera se pueden destacar dos anécdotas:
  - Por una parte, no acababa en Zaragoza sino en Illueca (Zaragoza era final de la tercera etapa y no de la última como se había hecho tradicionalmente).
  - La otra anécdota fue una cronoescalada como etapa reina (Santuario de Herrera de los Navarros). Parece increíble que la etapa reina se corriera en el Campo de Daroca al ser una pequeña comarca de la Provincia de Zaragoza, además siendo puerto de primera categoría y que había que subir en cronoescalada.

- En el año 2008 hubo cambios en la junta directiva del club ciclista Iberia y asumió la presidencia José Miguel Romeo Catalán, en dos meses de tiempo estuvo a punto de sacar adelante la Vuelta Ciclista Aragón en el último momento pero el Gobierno de Aragón retiró su apoyo económico. El actual presidente del Club ciclista Iberia José Miguel Romeo Catalán trabajaba en un amplio proyecto que pretendíó recuperar la vuelta ciclista Aragón en 2012 con un grupo empresarial.[8]

## Palmarés
| Año                               | Ganador                    | Segundo                 | Tercero                       |
| --------------------------------- | -------------------------- | ----------------------- | ----------------------------- |
| 1939                              | Francisco Antonio Andrés   | Fermín Trueba           | Antonio Escuriet              |
| 1940-1953 ediciones no realizadas |                            |                         |                               |
| 1954                              | Francisco Alomar           | Jesús Loroño            | Miguel Poblet                 |
| 1955-1964 ediciones no realizadas |                            |                         |                               |
| 1965                              | José Pujol                 | Bernard Labourdette     | Ramón Pages                   |
| 1966                              | Salvador Canet García      | José Gómez Lucas        | Vicente López Carril          |
| 1967                              | José Luis Uribezubia       | Alain Perrot            | José María Beltrán            |
| 1968                              | José Manuel Abellán        | Enrique Sanchidrián     | Enrique Sahagún               |
| 1969                              | Jesús Manzaneque           | José Martínez Esterlich | Antonio Cerdà Tarongí         |
| 1970                              | Luis Pedro Santamarina     | Jesús Manzaneque        | José Antonio González-Linares |
| 1971                              | Ramón Sáez Marzo           | Juan Silloniz           | Antonio Gómez del Moral       |
| 1972 edición no realizada         |                            |                         |                               |
| 1973                              | Jesús Manzaneque           | Vicente López Carril    | Francisco Javier Elorriaga    |
| 1974                              | Francisco Javier Elorriaga | Carlos Melero           | Antonio Jiménez Luján         |
| 1975                              | Agustín Tamames            | José Martins            | Pedro Torres Cruces           |
| 1976                              | Francisco Javier Elorriaga | Jesús Manzaneque        | Roger Rosiers                 |
| 1977                              | José Nazabal               | Félix Suárez Colomo     | Meinrad Vögele                |
| 1978                              | Jesús Suárez Cueva         | Andrés Oliva            | Felipe Yáñez                  |
| 1979                              | Roque Moya                 | Jesús Hiniesto          | Francisco Javier Cedena       |
| 1980                              | Faustino Fernández Ovies   | Isidro Juárez           | Ángel López del Álamo         |
| 1981                              | Antonio Coll               | Juan Fernández Martín   | Francisco Albelda             |
| 1982                              | Carlos Hernández Bailo     | Eddy Vanhaerens         | Jan Jonkers                   |
| 1983                              | Pedro Delgado              | José Recio              | Julián Gorospe                |
| 1984                              | José Recio                 | Ángel Arroyo            | Peio Ruiz Cabestany           |
| 1985                              | José Recio                 | Carlos Hernández Bailo  | Jørgen Vagn Pedersen          |
| 1986                              | Stefan Joho                | Mathieu Hermans         | Jörg Müller                   |
| 1987                              | Anselmo Fuerte             | Ángel Arroyo            | Reimund Dietzen               |
| 1988                              | Francisco Javier Mauleón   | Mathieu Hermans         | Janusz Kuum                   |
| 1989                              | Iñaki Gastón               | Roberto Torres Toledano | Carlos Hernández Bailo        |
| 1990                              | Nico Emonds                | Iñaki Gastón            | Benny Van Brabant             |
| 1991                              | Edgar Corredor             | Giuseppe Petito         | Andrea Chiurato               |
| 1992                              | Lucho Herrera              | Piotr Ugriúmov          | Laurent Bezault               |
| 1993                              | Alfonso Gutiérrez          | Peter de Clercq         | Melcior Mauri                 |
| 1994                              | Marino Alonso              | Melcior Mauri           | José Luis Rodríguez García    |
| 1995                              | Fernando Escartín          | Aitor Garmendia         | Laudelino Cubino              |
| 1996                              | Melcior Mauri              | Aitor Garmendia         | Juan Carlos Domínguez         |
| 1997                              | Aitor Garmendia            | Mikel Zarrabeitia       | Abraham Olano                 |
| 1998                              | Aitor Garmendia            | Daniel Clavero          | Íñigo Cuesta                  |
| 1999                              | Juan Carlos Domínguez      | José María Jiménez      | Leonardo Piepoli              |
| 2000                              | Leonardo Piepoli           | Aitor Garmendia         | Bingen Fernández              |
| 2001                              | Juan Carlos Domínguez      | Roberto Heras           | Aleksandr Shefer              |
| 2002                              | Leonardo Piepoli           | Aleksandr Shefer        | Aitor Osa                     |
| 2003                              | Leonardo Piepoli           | Gilberto Simoni         | Manolo Beltrán                |
| 2004                              | Stefano Garzelli           | Denís Menshov           | Leonardo Piepoli              |
| 2005                              | Rubén Plaza                | Luis Pérez Rodríguez    | Charles Wegelius              |
| 2006-2017 ediciones no realizadas |                            |                         |                               |
| 2018                              | Javi Moreno Bazán          | Mikel Bizkarra          | Rein Taaramäe                 |
| 2019                              | Eduard Prades              | Yevgueni Shalunov       | Rein Taaramäe                 |

Nota: La edición de 2018 fue inicialmente ganada por Jaime Rosón pero fue desposeído del título tras haber sido sancionado por dopaje en febrero de 2019 implicando la suspensión de sus resultados desde enero de 2017 hasta junio de 2018.

## Palmarés por países
| País     | Victorias |
| -------- | --------- |
| España   | 36        |
| Italia   | 4         |
| Colombia | 2         |
| Suiza    | 1         |
| Bélgica  | 1         |